# Ергенът: Любов в рая
„Ергенът: Любов в рая“ (на английски: Bachelor in Paradise) е българско романтично риалити предаване, излъчвано по bTV. Форматът е адаптация на едноименния американски оригинал и се реализира по лиценз на Warner Bros. Television. Шоуто представлява спиноф на риалити формата „Ергенът“.

## Формат
„Ергенът: Любов в рая“ е риалити формат, в който необвързани мъже и жени се събират на екзотично място, за да изживеят романтични моменти, да изградят връзки и да преминат през различни предизвикателства. Участниците взаимодействат както в индивидуални, така и в групови ситуации, като се стремят да спечелят вниманието и симпатиите на потенциални партньори. Форматът комбинира елементи на съревнование и емоционална динамика, а зрителите проследяват как участниците балансират между лични чувства, стратегическо поведение и социални взаимодействия.
Шоуто е адаптация на международния формат Bachelor in Paradise, реализиран успешно в редица държави. То е част от глобалния франчайз „Ергенът“ (The Bachelor), който включва множество спин-офи и сезонни адаптации в различни части на света.

## Сезони
| Сезон | ТВ канал | Година | Епизоди | Старт     | Финал | Излъчване | Локация   | Участници | Победители | Още ли са заедно? |
| ----- | -------- | ------ | ------- | --------- | ----- | --------- | --------- | --------- | ---------- | ----------------- |
| 1     | bTV      | 2025   |         | септември |       |           | о-в Родос |           |            |                   |

## Първи сезон
На 27 декември 2024 г. bTV Media Group обявява нов риалити формат за България – „Ергенът: Любов в рая“. В същия ден стартира и кастингът за предаването, който продължава до 20 януари. Снимките започват през май 2025 г. на гръцкия остров Родос, а шоуто ще бъде излъчено през есента по bTV.
На 27 май 2025 г. е обявено, че водеща ще бъде актрисата и модел Райна Караянева.